# Vadim Gippenreiter
Vadim Ievguenievitch Gippenreiter (en russe : Вадим Евгеньевич Гиппенрейтер) né le 9 avril 1917 (22 avril dans le calendrier grégorien) à Moscou et mort le 16 juillet 2016) est un skieur, journaliste sportif et photographe russe.

## Biographie
Gippenreiter est le fils d'un officier noble de l'Armée blanche, qui est tué en 1917. Il s'intéresse très jeune à la photographie. À l'âge de dix ans, il fait ses premiers enregistrements et prend également soin de les développer au moyen plaques de verre et de feuilles de contact.
Il entreprend des études de biologie, mais se voit refuser son diplôme en raison de ses origines familiales. Sportif, il remporte le premier championnat de ski alpin d'URSS en 1937. En 1939, Vadim Gippenreiter réalise la première ascension du mont Elbrouz à ski avant de redescendre au refuge des 11. Après avoir déménagé dans la capitale, il intègre l'Institut des Arts de Moscou et obtient finalement un diplôme de photographe en 1948. Gippenreiter se fait dans les années qui suivent un nom en tant que journaliste sportif. Par la suite, il est nommé photographe officiel de l'Académie des sciences de l'Union soviétique et prend part à quelque 37 expéditions au sein de l'URSS. 
Vadim Gippenreiter est considéré comme l'un des pionniers de la photographie naturaliste et de l'école russe de la photographie paysagère artistique. Il est l'auteur de 35 livres, de centaines de publications, y compris dans des magazines de renom tels que Geo, Stern et National Geographic. Ses photographies ont été exposées à de nombreuses expositions en Russie, en Angleterre, en République tchèque, en Autriche, en Hongrie et en France. Il a pris au cours de sa carrière quelque 50 000 clichés. Gippenreiter était membre honoraire de la Fédération de ski alpin et de snowboard de Russie.
Il a été décoré de l'ordre de l'Honneur par le président Dmitri Medvedev, en 2012.